# سيد الشمس (مسلسل)
سيد الشمس (بالهانغولية: 주군의 태양) هو مسلسل تلفزيوني كوري من صنف الرعب والرومانسية والكوميدية، صدر سنة 2013 من بطولة كونغ هيو جين وسو جي سوب. بثّ لأول مرة على اس بي سي من 7 أغسطس حتى 3 أكتوبر 2013.
دبلج العمل إلى العربية الفصحى وعرض على شاشة إم بي سي 4 من 9 مارس حتى 17 أبريل 2015.

## القصة
تدور أحداث المسلسل حول قصة فتاة تدعى تاي جونغ سيل تتعرض لحادث سيارة وتنجو منه لكنها بعدما شفيت تماماً تركت هذه الحادثة أثراً نفسياً لديها فأصبحت ترى الأشباح وأصبح هذا الشيء يزعجها كثيرا ولا تستطيع أن تعيش حياة طبيعية، الصدفة تجمعها بالمدير جو جونغ وون وهو شخص مغرور لدرجة كبيرة ومادي لأبعد الحدود، وتنشأ علاقة صداقة بينهما تنقلب مع مجريات الأحداث إلى حب.

## الممثلين
- كونغ هيو جين بدور تاي كونغ سيل

كونغ سيل كانت ذكية ومشرقة ولكن بعد حادث غامض، اكتسبت فجأة القدرة على رؤية الأشباح. التي تطاردها باستمرار، بعضها ينتظرها للوفاء لهم بآخر أمانيهم، والبعض الآخر لمجرد إخافتها، إلى أن صارت كونغ سيل منبوذة. غير قادرة على العمل وتعاني من الأرق. تعمل سيل كسيدة تنظيف في مركز تسوق المملكة، حتى تكتشف أن الأشباح تختفي متى ما لمست رئيس الشركة «جونغ وونغ» أكثر شخص مغرور تعرفه بحياتها. تم أصبحت تعمل لديه كسكريتيرة اسميًا فقط.
- سو جي سوب بدور جو جونغ وون

رئيس مجموعة المملكة. رجل أعمال يقوده المال، متغطرس، طموح، وأناني. يضع جونغ وون سعرًا لكل علاقة. صدمة إختطافه في صغره جعلته شخصًا مرتاب وجشع، وأصابه بعسر القراءة أيضًا. بعد علمه بقدرة كونغ سيل الخارقة للطبيعة، جعلها بقربه لتساعده على التحدث إلى صديقته الميتة «هي جو» لتعقب 10 مليار ₩ دفعت فدية على مثمثلاً في قلادة أمه.
- سيو ان جوك بدور كانج وو

جندي سابق خدم مع فرقة زيتون في جيش كوريا الجنوبية والتي انتشرت في العراق منتصف عقد 2000. بعد خروجه من الجيش قرر أن يستغل مهارته وخبرته بالعمل في القطاع الخاص، ما أدى به إلى التعاقد مع شركة المملكة ليصبح مدير أمن شركة جونغ وون. ويلاحظ في النهاية اهتمامه بجونغ سيل، والتي يصادف أيضًا أنه جارته في نفس بناية السكن.
- كيم يو ري بدور تاي ريونج

نجمة كبيرة، وعارضة الازياء لشركة جونغ وون كانت صديقة تاي كونج سيل في الثانوية وكانت تغار منها ومازالت تحاول جاهدة ابعادها عن جونغ وون

## البث دوليًا
- اليابان - لالا تي في - 5 أبريل 2014
- الفلبين - شبكة جي ام أي - 19 مايو حتى 10 يوليو 2014
- سنغافورة - ميدياكروب - 11 نوفمبر 2014
- إندونيسيا - آر سي تي أي - 8 حتى 20 يناير 2015
- الهند - باثيغوم تي في - 23 مارس حتى 1 أبريل 2015

العالم العربي
```
- 
إم بي سي 4
 - 9 مارس حتى 17 أبريل 2015
```

## روابط خارجية
- سيد الشمس على موقع IMDb (الإنجليزية)
- سيد الشمس على موقع نتفليكس (الإنجليزية)
- سيد الشمس على موقع فيلمافينيتي (الإسبانية)
- سيد الشمس على موقع كينوبويسك (الروسية)
- سيد الشمس على موقع قاعدة بيانات الفيلم (الإنجليزية)